# Scaphoideus titanus
Scaphoideus titanus Ball, 1932 é um insecto fitófago sugador hemíptero, pertencente à família Cicadellidae (cigarrinhas), de importância económica por ser o vector da doença fitoplasmática da videira conhecida por flavescência dourada. A espécie é originária da região temperada da América do Norte e vive unicamente sobre espécimes do género Vitis, estando assinalada na Europa desde a década de 1950, infestando actualmente a maioria das regiões vitícolas daquele continente.

## Origem e distribuição geográfica
A espécie é originária da América do Norte, onde tem distribuição natural nas regiões temperadas entre os paralelos 30º e 50º N, em áreas onde existam espécies do género Vitis. A sua presença foi assinalada pela primeira vez na Europa em vinhedos de França na década de 1950, embora provavelmente já estivesse presente nas regiões vinhateiras europeias desde o século XIX em resultado da importação em massa de porta-enxertos norte-americanos resistentes  à filoxera que se verificou a partir da década de 1870. Em Itália a espécie foi assinalada pela primeira vez em 1963 na Ligúria,
de onde se difundiu pelas regiões centrais e setentrionais do país e sucessivamente para a Suíça, Eslovénia, Croácia, Portugal, Espanha e Sérvia.
Durante algum tempo considerou-se que Scaphoideus titanus apenas poderia naturalizar-se em regiões europeias a norte do paralelo 45º, mas em 2002 foi encontrado na Basilicata, bem abaixo do paralelo 40º N.
Em toda a sua área de distribuição conhecida a espécie Scaphoideus titanus vive unicamente sobre espécies do género Vitis, atacando, para além da vide europeia (Vitis vinifera) algumas espécies de videiras americanas, nomeadamente Vitis cordifolia e Vitis rupestris.,

## Morfologia
Os ovos são reniformes, lateralmente comprimidos, transparentes e com cerca de 1 mm de comprimento. Apresentam inicialmente um brilho perláceo, mas amarelecem com o desenvolvimento embrionário, especialmente quando os olhos do embrião, de coloração avermelhada, se tornam visíveis através do córion. Os ovos são em geral depositados sob o ritidoma das videiras, próximo do solo, sendo muito difíceis de localizar no campo.
O desenvolvimento dos juvenis apresenta 5 estádios, morfologicamente semelhantes, agrupados em dois estádios de neânida desprovidos de esboços alares, e três de ninfa com esboços alares presentes. Os primeiros três estádios apresentam coloração branca cremosa, enquanto as ninfas apresentam a partir do estádio IV as características zone acastanhadas sobre o abdómen. As ninfas do estádio V são facilmente reconhecíveis graças às amplas zonas de coloração ocre sobre os urotergitos e a coloração acastanhada das estruturas alares. Em todos os estádios, o último urito apresenta duas manchas negras romboidais, característica que diferencia as formas juvenis de Scaphoideus titanus em relação às espécies afins.
O insecto adulto mede 5–6 mm de comprimento, sendo as fêmeas ligeiramente maiores que os machos. Ambos os sexos apresentam coloração acastanhada com laivos amarelados ou ocres. Sobre a parte frontal da cabeça, tanto no adulto como nas formas juvenis, estão presentes 2–4 faixas transversais mais escuras, de forma triangular, e uma mancha transversa, de forma triangular situada em posição dorsal entre os olhos compostos. As pernas são de coloração creme a acinzentada, excepto as metatorácicas que apresentam a parte distal e o segundo tarsómero escuros, e o primeiro e segundo tarsómero esbranquiçado. As asas metatorácicas são acastanhadas com venações mais escuras e as asas dianteiras apresentam aréolas brancas. A fêmea apresenta um robusto ovipositor de coloração acastanhada ou dourada que lhe permite depositar os ovos sob a casca dos troncos e ramos da videira. O oviducto, colocado na extremidade do abdómen, é precedida por um anel negro no segmento pré-genital. 

## Biologia
Scaphoideus titanus apresenta uma única geração em cada ano (é uma espécie monovoltina), invernando como ovos inseridos nos ramos de 2 anos ou, mais raramente, nos ramos lenhificados do ano ou no ritidoma do tronco mais velho da vide, a sua única planta hospedeira.
Cada fêmea põe 24 ovos isolados ou, mais raramente, dispostos em duas séries de 12 elementos. Entre a segunda quinzena de Maio e as primeiras semanas de Julho, nascem as larvas, com um pico no final de maio e início de Junho. As larvas neonatas, na forma de neânidas, colonizam prevalentemente a página inferior das folhas na parte basal da planta. Nesta fase, as larvas apesar de pouco móveis podem saltar rapidamente se disturbadas.
As neânidas alimentam-se principalmente sobre as nervuras secundárias das folhas, enquanto as ninfas e os adultos podem sugar também a nervura principal, os pecíolos foliares e os ramos verdes. Após 30 a 50 dias, as formas juvenis, depois de terem atravessado dois estádios de neândida e três de ninfa, atingem o estado adulto, em geral entre a segunda semana de Julho e meados de Agosto, permanecendo activos durante cerca de um mês.
Nas primeiras semanas de Agosto ocorre o pico de densidade populacional de adultos, os quais após atingirem a maturidade acasalam e após 2 a 3 dias iniciam a ovoposição, a qual em geral se estende de fins de Julho a fins de Setembro.
A estratégia de acasalamento assenta na comunicação vibracional através do intercâmbio de sinais entre machos e fêmeas através do substrato. O macho corteja a fêmea produzindo uma espécie de canção feita de vibrações (ditas impulsos) com frequência compreendida entre os 100 e os 900 Hz. A fêmea, por sua vez, responde inserindo na "canção" do macho alguns impulsos próprios, seguindo ritmos bem precisos, o que leva o par a produzir um preciso dueto vibracional.
O voo é prevalentemente crepuscular e limitado à copa das videiras.
Scaphoideus titanus é considerado um vector permanente do fitoplasma causador da flavescência dourada pois uma vez infectado pelo fitoplasma, esto multiplica-se no insecto, o qual o transmite durante toda a sua vida, podendo infestar um elevado número de plantas. Contudo, o fitoplasma não se trasmite às novas gerações através dos ovos, razão pela qual em cada geração a infecção inicia-se quando o insecto suga seiva de uma planta infestada.